# Даутов, Ержан Булатович
Ержан Булатович Даутов (род. 22 января 1973, Кентау, Южно-Казахстанская область, Казахская ССР, СССР) — казахстанский хормейстер, музыкальный педагог. Заслуженный деятель Республики Казахстан (2005). Главный хормейстер Государственного театра оперы и балета «Astana Opera» (с 2013).

## Биография
Родился 22 января 1973 г.род город Кентау, Южно-Казахстанская область.
Учился в Музыкальной школе (класс фортепиано) в классе Кузьминой Лидии Александровны.
Окончил музыкальный колледж в городе Акмола (класс хоровое дирижирование) в классе Кузнецовой Наталии Ивановны.
В 1993—1998 гг. учился и окончил Алматинская Государственная Консерватория по классу «Хоровое дирижирование», в классе профессора, Народного артиста СССР Анатолия Васильевича Молодова.
В 1999—2001 гг. прошел ассистентуру — стажировку в классе профессора, кавалера орденов «Парасат» и «Курмет», Лебедева И. Б.

## Карьера
- С 1998 года — преподаватель кафедры «Хоровое дирижирование» Казахской национальной академии музыки.
- С 2000 по 2013 годы — главный хормейстер Национального театра оперы и балета им. К.Байсеитовой.
- С 2013 года — главный хормейстер Государственного театра оперы и балета «Astana Opera»
- С 2019 года — преподаватель дирижирования в Казахский национальный университет искусств.

## Творчество
- Первые шаги, как художественный руководитель коллектива, Ержан Даутов осуществил, создав хор мальчиков Казахской Национальной Академии музыки, которым руководил в течение полутора лет. Позднее, из этого коллектива выросли профессиональные артисты хора, ныне работающие в ведущих хоровых коллективах Казахстана.
- Открытие Национального театра оперы и балета имени Куляш Байсеитовой стало судьбоносным в творческой карьере маэстро.
- С 2000 года, будучи главным хормейстером и дирижером театра, Ержан Даутов является хормейстером-постановщиком оперных спектаклей, таких как:
- М.Тулебаев национальная опера «Біржан Сара» — премьера 14.10.2000 г.
- Дж. Верди «Травиата» — премьера 17.10.2000 г.
- Е.Брусиловский «Кыз Жібек» — премьера 11.12.2001 г.
- Дж. Россини «Севильский цирюльник» — премьера 20.02.2002 г.
- Минков «Волшебная музыка»
- П. И. Чайковский «Евгений Онегин» — премьера 6.09.2002 г.
- Дж. Пуччинни «Чио-Чио сан» — премьера 6.12.2002 г.
- В. А. Моцарт «Свадьба Фигаро» -премьера 19.09.2003 г.
- Е.Рахмадиев национальная опера «Камар сулу» — премьера 15.12.2003 г.
- Дж. Верди «Риголетто» — премьера 29.06.2005 г.
- П.Бородин «Половецкие пляски» — премьера 7.06.2006 г.
- Дж. Пучинни «Тоска» — премьера 30.06.2006 г.
- Б.Кадырбек национальная опера-балет «Калкаман мамыр»
- Дж. Верди «Аида» — премьера 29.06.2007 г.
- Дж. Верди «Отелло» — премьера 28.06.2008 г.
- А.Жубанов, Л.Хамиди национальная опера «Абай» — премьера 28.02.2009 г.
- Дж. Пуччинни «Богема» — премьера 3.11.2009 г.
- С.Еркембеков, оратория-балет «Вечный огонь» -премьера 8.05.2010 г.
- С.Серкебаев мюзикл «Астана» — премьера 25.06.2010 г.
- Дж. Пуччинни «Манон Леско» -премьера 29.06.2011 г.
- Ж.Оффенбах «Сказки Гофмана» — премьера 25.02.2012 г.
- Из которых в репертуаре дирижера: «Біржан Сара», «Травиата», «Севильский цирюльник», «Волшебная музыка», «Евгений Онегин», «Чио-Чио сан», «Свадьба Фигаро», «Риголетто», «Тоска», «Богема», «Манон Леско».
- Хоровой коллектив почетно представляет культуру Казахстана на традиционных «Днях культуры Казахстана» в столицах Европейских государств:
- 2002 — Москва, Большой театр
- 2004 — Минск
- 2005 — Киев
- 2009 — Берлин, Концерт хаус
- 2010 — Вена, «Hovburg».
- В мае 2004 года, при поддержке акимата г. Астана, создается камерный хор, художественным руководителем и дирижером приглашается маэстро Даутов. С возникновением этого коллектива окрываются новые грани в его творческой карьере. Уже в июне 2004 года была презентация хора с яркой программой «Песни народов мира», где коллектив был заявлен как высокопрофессиональный, самобытный и перспективный.
- Камерный хор оправдал многочисленные отзывы музыкальной элиты и критиков Казахстана, и уже через год, в мае 2006г, берет старт на международном фестивале духовной музыки «Хайнувка» (Польша, Белосток), где занимает Гран-при в номинации профессионалов, а маэстро Ержан Даутов будет назван Лучшим дирижером фестиваля…После — многочисленные фестивали и концерты в Казахстане.

## Награды
- 2005 — Присвоено почетное звание «Заслуженный деятель Республики Казахстан» (за заслуги в области казахского театрального и музыкального искусства)
- 2012 — Орден Курмет (за большой личный вклад в развитие театрального и хорового искусства)